# Parafia św. Ottona w Pyrzycach

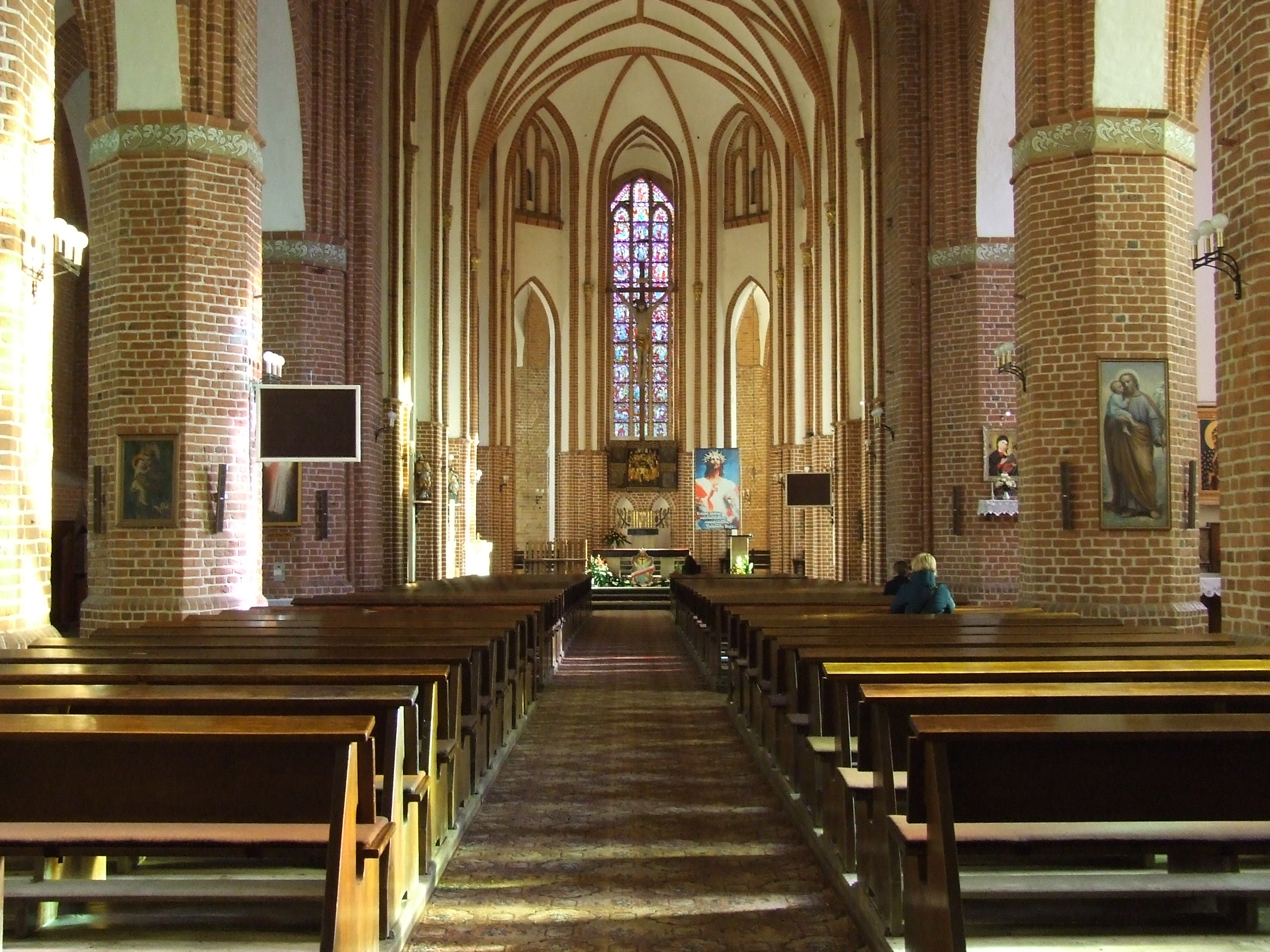
Wnętrze kościoła

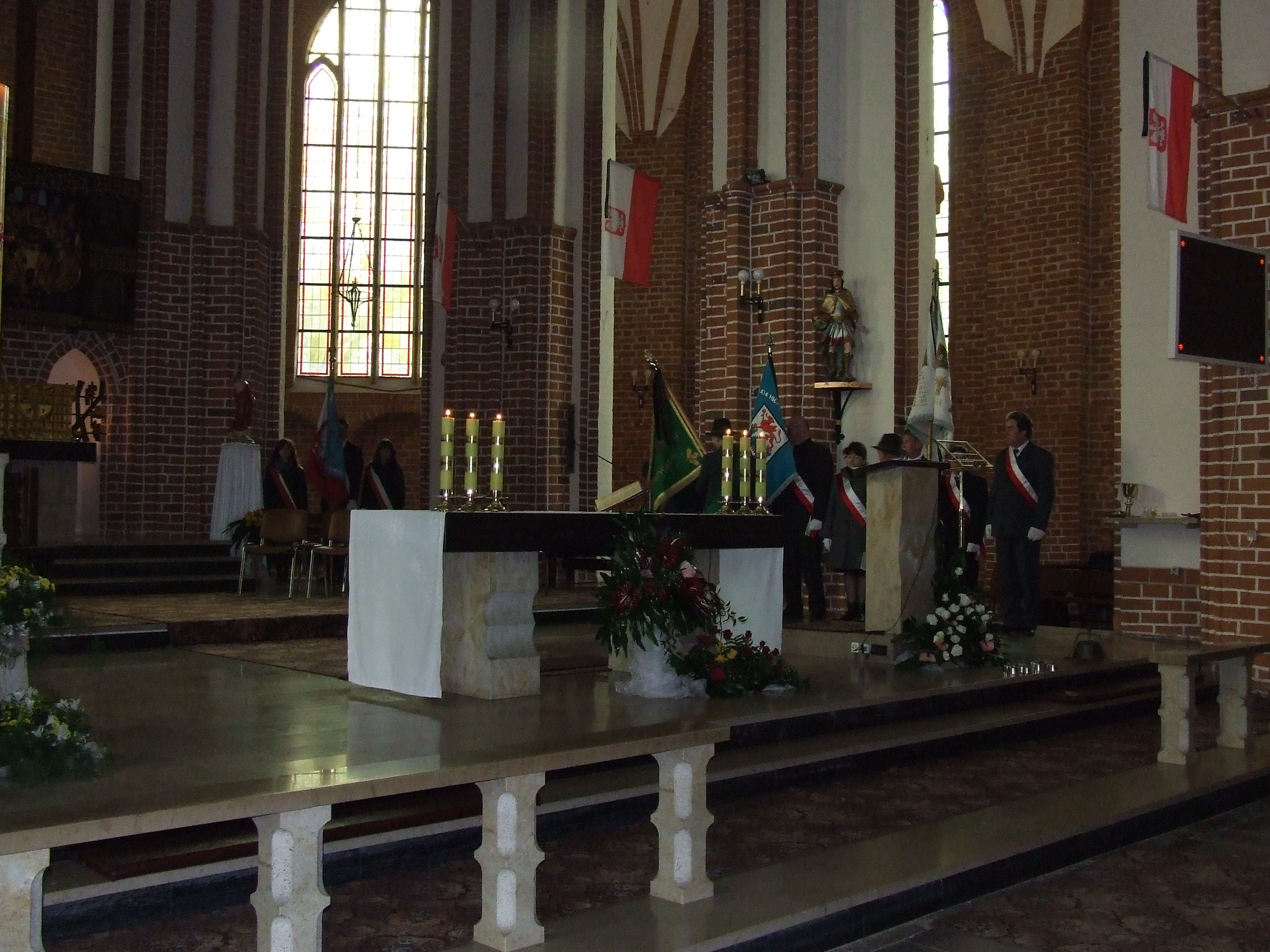
Ołtarz główny

Parafia pod wezwaniem św. Ottona w Pyrzycach – parafia rzymskokatolicka w Pyrzycach, należąca do dekanatu Pyrzyce, archidiecezji szczecińsko-kamieńskiej, metropolii szczecińsko-kamieńskiej.
Kościół parafialny jest pod wezwaniem Wniebowzięcia Najświętszej Marii Panny.

## Historia
Gdy wobec wypowiedzenia przez magistrat w 1909 roku sali w ratuszu dla odprawiania nabożeństw zabrakło miejsca modlitwy, katolicy z Pyrzyc i okolicznych miejscowości przebudowali z własnych datków stodołę przy ul. Lipiańskiej na kaplicę katolicką. Obok niej stanęła plebania. Rejestr ochrzczonych w latach 1909–1943 (zachowany do czasów obecnych) zawiera 2865 pozycji, w tym 2559 z nazwiskami polskimi. 
Pierwszym proboszczem został mianowany ks. Bonifacy Piecha, który dał się poznać jako obrońca polskich bandosów, gorliwy duszpasterz oraz wykonawca zaleceń wrocławskiej kurii dotyczącej opieki duszpasterskiej nad robotnikami w majątkach. Starał się o organizację przynajmniej raz w miesiącu wyjazdów robotników z majątków do kościoła w Pyrzycach. Jeśli zaistniała pilna potrzeba udzielał pracodawcom zgody na pracę w niedzielę, w zamian za owe wyjazdy. Interweniował również w związku ze stawkami płac, czy uczestnictwa w nabożeństwach. Zmuszony został do opuszczenia Pyrzyc w 1920 roku w związku z prześladowaniami przez lokalnych konserwatystów. 
Od sierpnia 1920 proboszczem był ks. Józef Waliczek. Parafia wówczas obejmowała centralną i zachodnią część powiatu pyrzyckiego, wschód gryfińskiego oraz północ myśliborskiego. W Pyrzycach regularnie odbywały się Msze Święte z polskim kazaniem. Po nabożeństwach można było udać się do kawiarni katolika – Donatha, znajdującej się opodal kościoła.
Podczas obchodów 800-lecia chrztu Pyrzyczan w 1924 roku do Pyrzyc przyjechało około 700 pątników. 30 czerwca od dworca kolejowego do studzienki ruszyła procesja, którą rozpoczynał chór chłopięcy ze Szczecina. Za nim szła młodzież szkolna, delegacje studenckie z 5 chorągwiami, kapela, delegacje stowarzyszeń religijnych z 20 chorągwiami, 24 prałatów z arcybiskupem bamberskim na czele. Przy ołtarzu zgromadziło się około tysiąc Niemców i 3 tysiące Polaków. Mszę odprawił arcybiskup Jakub von Hauck, a kazanie wygłosił po polsku proboszcz.
W 1929 roku proboszczem został ks. Antoni Majewski. Organizował rekolekcje, lekcje religii, Pierwsze Komunie, gwiazdki, jasełka oraz spotkania z urzędnikami konsulatu polskiego w Szczecinie.

### Kalendarium

#### 1910–1945
- 1910 – poświęcenie kaplicy pw. św. Ottona przy ul. Lipiańskiej
- 29 czerwca 1924 – uroczystości 800-lecia chrztu Pyrzyczan
- 1924 – kanoniczne erygowanie parafii

#### Po 1945 roku
- 1945 – podczas walk o miasto kościół został zniszczony w ogromnym stopniu (zdruzgotana wieża, spalony dach)
- 1958 – początki odbudowy kościoła
- 6 listopada 1960 – poświęcenie prezbiterium
- 15 lipca 1963 – zdemolowanie kaplicy przy obecnej ul. Niepodległości
- 19 stycznia 1964 – poświęcenie zakrystii
- 15 czerwca 1969 – poświęcenie całego kościoła
- 1976 – zniszczenie części dachu przez huragan
- 2001 – obchody 740-lecia Pyrzyc
- 2006 – remont organów kościelnych

## Miejsca święte

### Kościół parafialny
- Kościół Wniebowzięcia Najświętszej Maryi Panny w Pyrzycach[1][3]

### Kościoły filialne i kaplice
- Kościół pw. św. Bartłomieja Apostoła w Okunicy[1][4]
- Kościół pw. Nawiedzenia Najświętszej Maryi Panny w Rzepnowie[1][5]
- Kościół pw. św. Maksymiliana Marii Kolbego w Stróżewie[1][6]
- Kaplica w Szpitalu[1] Powiatowym w Pyrzycach[7]

## Obszar parafii

### Liczba parafian
| Czas | Liczebność parafian | Uwagi |
| ---- | ------------------- | ----- |
| 1924 | 1500–2000           |       |
| 1939 | 500                 |       |
| 1945 | 2000                |       |
| 1946 | 5400                |       |
| 1947 | 7000                |       |
| 1949 | 8385                |       |
| 1991 | ponad 11000         |       |
| 2005 | ponad 11000         |       |

## Działalność parafialna

### Wspólnoty parafialne
- Zespół Caritas,
- Liturgiczna Służba Ołtarza,
- duszpasterstwo dzieci,
- Koło Misyjne Dzieci,
- Poradnictwo rodzinne,
- Kościół Domowy,
- Żywy Różaniec,
- Nadzwyczajni Szafarze Komunii Świętej,
- Katolickie Stowarzyszenie Młodzieży,
- Wspólnota Przyjaciół Jezusa Miłosiernego,
- Rodzina Radia Maryja,
- Zespół Młodzieżowy „Amici Domini”,
- Zespół Wokalny „Cantus Delicium”.

## Duszpasterze

### Proboszczowie
| Okres pełnienia funkcji | Okres pełnienia funkcji | Proboszcz               | Lata życia           | Uwagi |
| od                      | do                      | Proboszcz               | Lata życia           | Uwagi |
| ----------------------- | ----------------------- | ----------------------- | -------------------- | ----- |
| 1909                    | 1910                    | ks. Maksymilian Ksoll   |                      |       |
| 19 listopada 1910       | 14 lipca 1920           | ks. Bonifacy Piecha     |                      |       |
| 15 lipca 1920           | listopad 1929           | ks. Józef Waliczek      |                      |       |
| 12 grudnia 1929         | maj 1937                | ks. Antoni Majewski     |                      |       |
| sierpień 1937           | 1945                    | ks. Karol Demmer        |                      |       |
| wrzesień 1945           | grudzień 1953           | ks. Stanisław Koszarek  | zm. 17 marca 1999    | SChr  |
| grudzień 1953           | marzec 1957             | ks. Stanisław Rut       | zm. 24 czerwca 1972  | SChr  |
| 9 marzec 1957           | 24 października 1958    | ks. Alojzy Dudek        | zm. 29 czerwca 2006  | SChr  |
| 25 października 1958    | 29 czerwca 1963         | ks. Stefan Kaczmarek    | zm. 28 września 2005 | SChr  |
| 30 czerwca 1963         | 3 sierpnia 1974         | ks. Tadeusz Myszczyński | zm. 23 grudnia 1991  | SChr  |
| 4 sierpnia 1974         | 24 sierpnia 1978        | ks. Stanisław Misiurek  | zm. 22 lutego 2004   | SChr  |
| 25 sierpnia 1978        | 14 sierpnia 1987        | ks. Józef Kamiński      |                      | SChr  |
| 15 sierpnia 1987        | 30 czerwca 1996         | ks. Franciszek Gałdyś   |                      | SChr  |
| 1 lipca 1996            | 31 lipca 2001           | ks. Władysław Kołtowski |                      | SChr  |
| 1 sierpnia 2001         | 30 czerwca 2010         | ks. Tadeusz Zachara     |                      | SChr  |
| 1 lipca 2010            | wrzesień 2011           | ks. Krzysztof Rytwiński |                      | SChr  |
| wrzesień 2011           | 30 czerwca 2015         | ks. Zbigniew Rakiej     |                      | SChr  |
| 1 lipca 2015            | 31 sierpnia 2020        | ks. Tadeusz Kłapkowski  |                      | SChr  |
| 1 września 2020         | ...                     | ks. Piotr Kurzaj        |                      | SChr  |